# Jogyesan
Jogyesan (koreanska: 조계산) är ett berg i Sydkorea.   Det ligger i provinsen Södra Jeolla, i den södra delen av landet, 290 km söder om huvudstaden Seoul. Toppen på Jogyesan är 887 meter över havet.
Terrängen runt Jogyesan är huvudsakligen kuperad. Runt Jogyesan är det tätbefolkat, med 331 invånare per kvadratkilometer. Närmaste större samhälle är Suncheon, 17,1 km öster om Jogyesan. I omgivningarna runt Jogyesan växer i huvudsak blandskog.